# Heinz Josef Algermissen

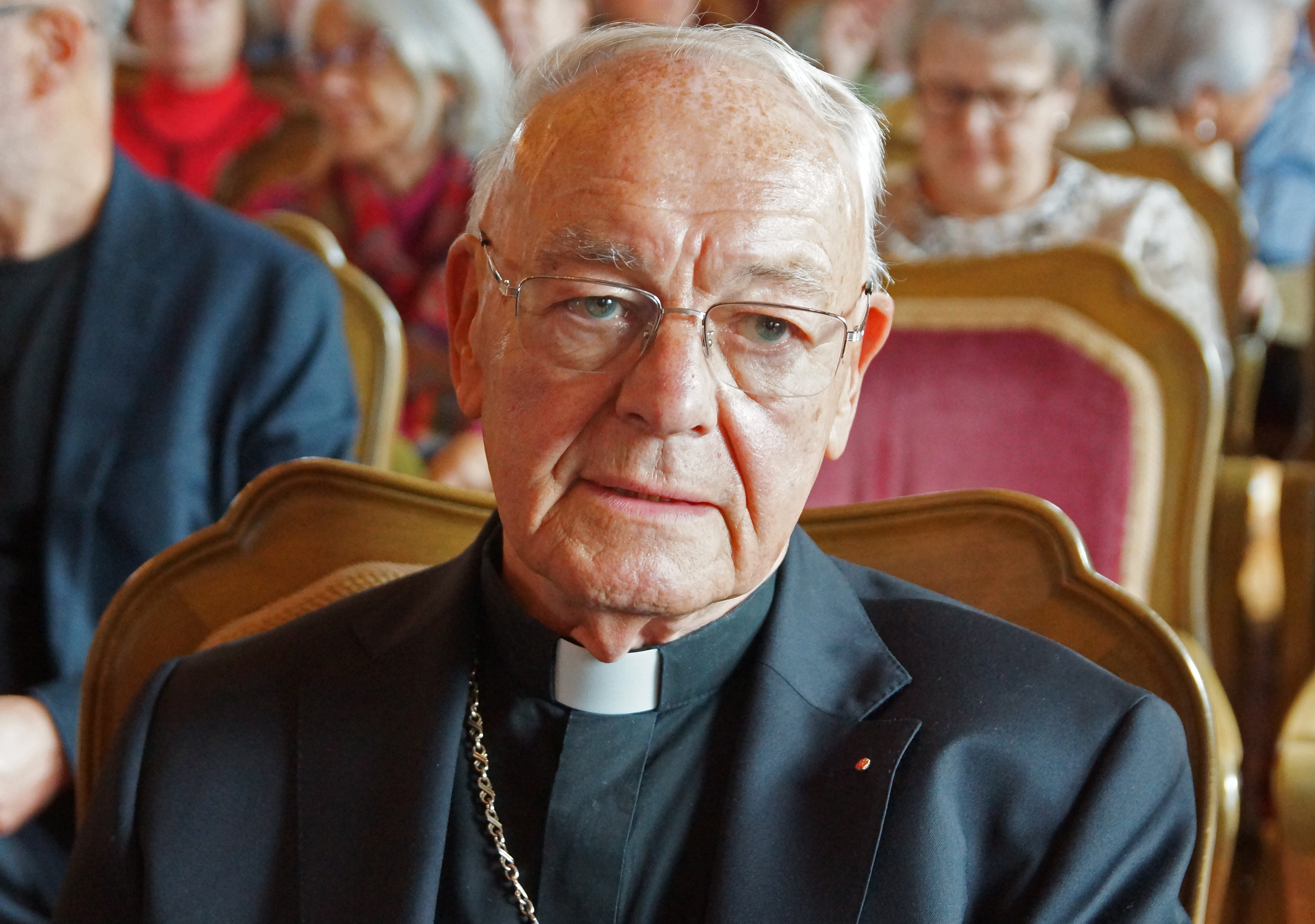
Bischof em. Heinz Josef Algermissen (2024)

Heinz Josef Algermissen (* 15. Februar 1943 in Hermeskeil) ist ein deutscher Geistlicher und emeritierter römisch-katholischer Bischof von Fulda.

## Leben

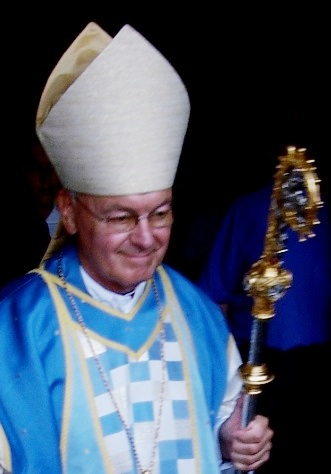
Heinz Josef Algermissen (2010)

Nach seinem Abitur 1963 studierte er Philosophie und Katholische Theologie an der Albert-Ludwigs-Universität Freiburg und der Theologischen Fakultät Paderborn. Zuvor hatte er ein Semester an der Universität Münster Medizin studiert. Zum Diakon wurde er am 5. April 1968 geweiht. Am 19. Juli 1969 empfing er durch Erzbischof Lorenz Kardinal Jaeger im Paderborner Dom das Sakrament der Priesterweihe. Nach einer Zeit als Kaplan in Bielefeld und Meschede, in welcher er zugleich Studentenseelsorger an der Universität Paderborn war, wurde er 1980 Pfarrer in Bielefeld-Schildesche und dort auch 1984 Dechant. Ab 1991 war er Regionaldekan für die Dekanate Minden-Ravensberg, Lippe und Bielefeld. Von 1994 bis 1998 war er auch Vorsitzender des Priesterrates des Erzbistums Paderborn.
Papst Johannes Paul II. ernannte Algermissen am 23. Juli 1996 zum Titularbischof von Labicum und bestellte ihn zum Weihbischof in Paderborn. Die Bischofsweihe empfing er am 21. September 1996 durch den Paderborner Erzbischof und späteren Kardinal Johannes Joachim Degenhardt; Mitkonsekratoren waren die Paderborner Weihbischöfe Hans Leo Drewes und Paul Consbruch. Degenhardt bestellte ihn zum Bischofsvikar für die Orden und berief ihn im Mai 1999 auch in das Domkapitel. Der bischöfliche Wahlspruch Thesaurus in vasis fictilibus („Schatz in tönernen (zerbrechlichen) Gefäßen“) entstammt dem 2. Brief des Paulus an die Korinther (2 Kor 4,7 ).
Am 20. Juni 2001 ernannte ihn Johannes Paul II. zum Bischof von Fulda. Die Amtseinführung im Fuldaer Dom fand am 23. September desselben Jahres statt. Nach seiner Amtsübernahme begann er den Pastoralen Prozess, mit dem sich das Bistum Fulda den personellen und seelsorgerlichen Erfordernissen des 21. Jahrhunderts stellen soll.
Von 2002 bis 2019 war er Präsident von Pax Christi. Seit 2006 war Algermissen stellvertretender Vorsitzender der Ökumenekommission und Mitglied in der dieser zugeordneten Unterkommission für die religiösen Beziehungen zum Judentum der Deutschen Bischofskonferenz sowie Mitglied der Liturgiekommission. Zudem ist Algermissen Vizepräsident des Maximilian-Kolbe-Werkes.
Er ist Mitglied der K.D.St.V. Guestfalo-Silesia zu Paderborn (1964), der K.D.St.V. Wildenstein Freiburg im Breisgau (1969) und der K.D.St.V. Adolphiana Fulda (2008), alle im CV. 2003 wurde er in den Ritterorden vom Heiligen Grab zu Jerusalem investiert. Bischof Algermissen ist Mitglied im Rotary-Club Bielefeld-Süd und des Kolpingwerkes.
Papst Franziskus nahm am 5. Juni 2018 seinen altersbedingten Rücktritt an.

## Positionen

### Schutz des menschlichen Lebens
Algermissen spricht sich gegen Abtreibung, aktive Sterbehilfe und assistierten Suizid aus, da „sich im menschlichen Dasein Gottes Antlitz spiegele“.

### Fehlender Auferstehungsglaube als Sicherheitsrisiko
Algermissen kritisierte im Januar 2016, dass Gläubige in Deutschland im Namen der Presse- und Meinungsfreiheit verunglimpft würden. Bei der Ostermesse 2016 bezeichnete Algermissen Menschen ohne Auferstehungsglauben als „große[s] Sicherheitsrisiko“, was ihm scharfe Kritik einbrachte.

### Ablehnung des Gender-Mainstreaming
Er verurteilte das Gender-Mainstreaming als „Gleichmacherei der Geschlechterunterschiede“, die der katholischen Sichtweise von Ehe und Familie widerspreche.

### Ehe nur als Verbindung von Mann und Frau
Am 27. Oktober 2016 gab Algermissens Bistum bekannt, dass der Bischof hoffe, dass viele Gläubige die europäische Bürgerinitiative der Hedwig von Beverfoerde unterstützten, damit in Europa eine einheitliche Definition von Ehe und Familie erreicht werden könne, die dem Wohl der Menschen diene.

### Elternhaus als originärer Platz für die Sexualaufklärung
Weil er die Sexualaufklärung auf das Elternhaus als originären Platz der Sexualaufklärung einschränken möchte, rief Bischof Algermissen 2007 zum Boykott eines von der Bundeszentrale für gesundheitliche Aufklärung (BZgA) organisierten Musicals auf.

## Bischofswappen

Wappen des Bischofs

Der Wappenschild, das Algermissen als Weihbischof und als Bischof führte, ist gespalten und zeigt vorne in Silber/Weiß einen grünen Weinstock mit blauen Trauben, hinten in Rot/Gold ein Balkenkreuz, das Wappen des Erzbistums Paderborn.
Hinter dem Schild stehend das Bischofskreuz, darüber der grüne Galero (Bischofshut) mit den jeweils sechs herunterhängenden grünen Fiocchi (Quasten).
Sein bischöflicher Wahlspruch Thesaurus in vasis fictilibus („Schatz in tönernen (zerbrechlichen) Gefäßen“) entstammt dem 2. Brief des Paulus an die Korinther (2 Kor 4,7 ).
Der Wappenschild des Bischofs von Fulda, viergeteilt, zeigt in Feld 1 und 4 in Silber/Weiß ein schwarzes Balkenkreuz, das Wappen des Bistums Fulda (Fürstabtei Fulda), in Feld 2 in Rot eine goldene Traube, in Feld 3 in Gold einen grünen Pfauenwedel mit goldenem Stab, Symbol für den Heiligen Liborius, den Bistumspatron von Paderborn.

## Ehrungen
- Christoph Gregor Müller / Bernd Willmes (Hrsg.): Thesaurus in vasis fictilibus – „Schatz in zerbrechlichen Gefäßen“ (2 Kor 4,7). Festschrift für Bischof Heinz Josef Algermissen zum 75. Geburtstag (Fuldaer Studien 22), Herder Freiburg 2018, 644 Seiten, ISBN 978-3-451-37978-9

## Schriften
- Hrsg. von Pax Christi Regensburg und der Arbeitsgemeinschaft für ehemalige ZwangsarbeiterInnen im Evangelischen Bildungswerk Regensburg e. V. (mit anderen): Begegnungen. Mit ehemaligen ZwangsarbeiterInnen. Edition Buntehunde, Regensburg 2003, ISBN 3-934941-07-9
- Dem Wort auf der Spur. Hirtenbriefe, Predigten, Worte des Bischofs. Parzeller, Fulda 2003, ISBN 3-7900-0356-5
- Morgenstern in finst’rer Nacht. Ein Begleiter für die Advents- und Weihnachtszeit. Herder, Freiburg im Breisgau, Basel, Wien 2005, ISBN 3-451-28747-1
- Wortschätze. Hirtenbriefe und Predigten des Bischofs. Parzeller, Fulda 2009, ISBN 978-3-7900-0419-9
- Wortmeldungen in einer Zeit des Übergangs – Hirtenbriefe aus den Jahren 2001 bis 2015. Parzeller, Fulda 2015, ISBN 978-3-7900-0494-6